# Comando carabinieri per la tutela della salute
Il Comando Carabinieri per la Tutela della Salute è un'unità specializzata posta sotto il Comando divisione unità specializzate dell'Arma dei Carabinieri, che a sua volta dipende dal Comando delle unità mobili e specializzate carabinieri "Palidoro".
Da essa dipendono i vari nuclei antisofisticazioni e sanità del corpo, più spesso indicati semplicemente come N.A.S. Ha sede nella città di Roma, ed è retta da un generale di brigata o di divisione. Esso esercita funzioni di alta direzione, coordinamento e controllo dei comandi dipendenti.

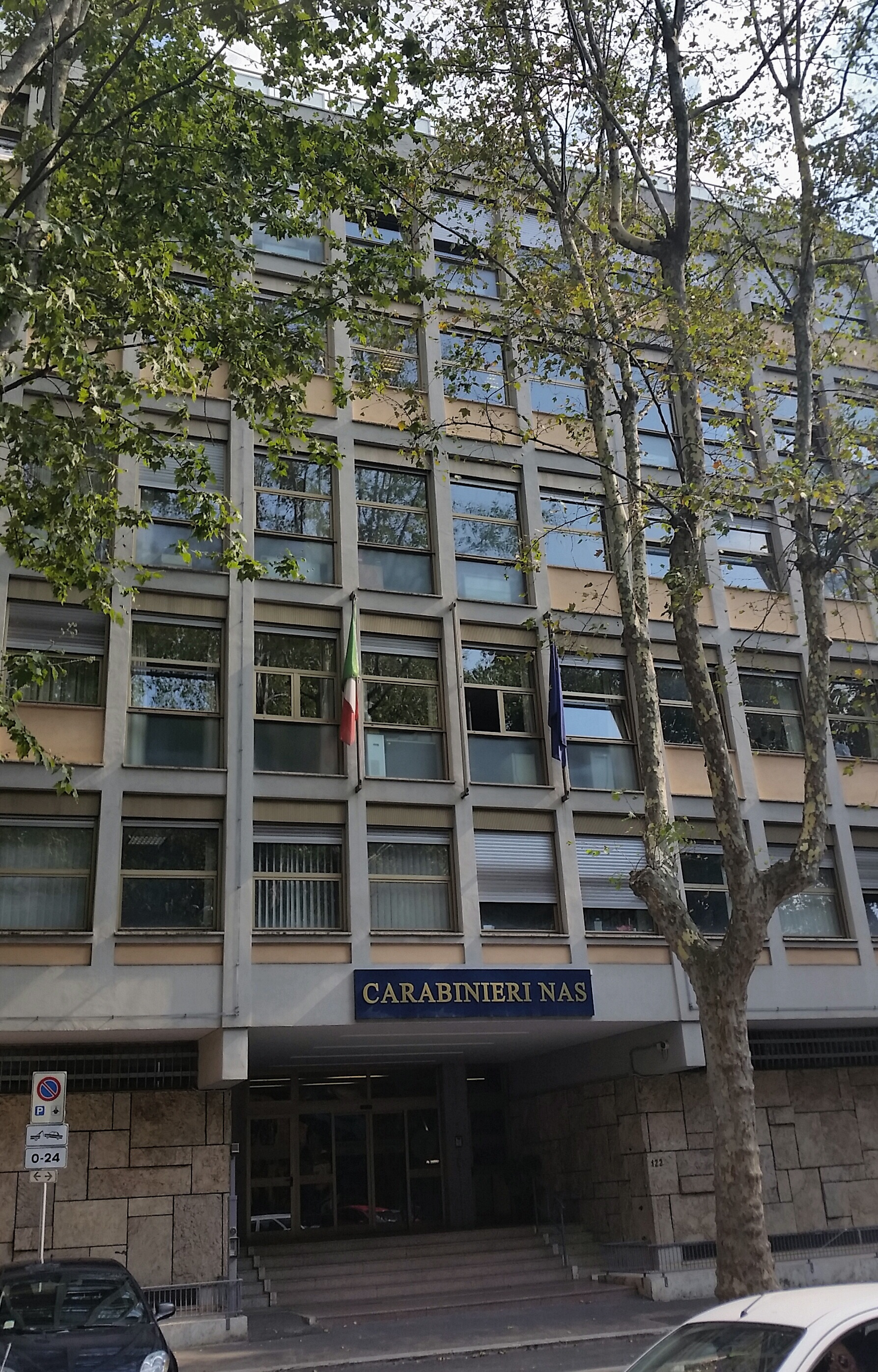
Sede NAS a Roma.

## Storia
Successivamente all'emanazione della legge n. 283 del 30 aprile 1962, relativa alla disciplina igienica della produzione e commercio delle sostanze alimentari e delle bevande, con le intese intercorse tra il Ministero della sanità, il Ministero della difesa ed il Comando generale dell'Arma dei carabinieri, furono istituiti i NAS (nuclei antisofisticazioni e sanità), posti alle dipendenze funzionali del Ministero della sanità con il compito di «vigilare sulla disciplina igienica della produzione, commercializzazione e vendita delle sostanze alimentari e delle bevande, a tutela della salute pubblica». Dislocati inizialmente a Milano, Padova, Bologna, Roma, Napoli e Palermo.
Dal 1º luglio 1996 il Comando Antisofisticazioni e Sanità e il Comando Antidroga si sono unificati assumendo la denominazione di "Comando Carabinieri per la Sanità".
Con la legge 30 novembre 2005, n. 244, art. 3, il Comando Carabinieri per la salute assume la denominazione di "Comando Carabinieri per la tutela della salute", e riordinato con il Decreto del Ministero della difesa del 26 febbraio 2008.

## Organizzazione
Dal 12 settembre 2023 il comandante è il generale di brigata Raffele Covetti.
Il Comando Carabinieri per la Tutela della Salute si articola in:
- un comando centrale, alle dipendenze funzionali del Ministro della Salute, retto da generale di brigata/divisione, con sede in Roma al viale dell'Aeronautica n. 122.
- un vicecomandante col grado di colonnello, responsabile dell'organizzazione diretta. Dal vicecomandante dipende anche un reparto operativo, retto da un tenente colonnello, strutturato nelle seguenti sezioni:
  - criminalità alimentare e farmaceutica
  - pianificazioni e valutazione rischi
  - controlli antidoping
- un ufficio comando, retto da un maggiore o tenente colonnello, costituito dalle seguenti sezioni/squadre:
  - sezione personale
  - sezione operazioni
  - sezione addestramento e studi
  - sezione logistica
  - squadra servizi
- 3 comandi di Gruppo Tutela della Salute retti da ufficiali superiori, ma posti alle dirette dipendenze del vicecomandante, con sedi a Milano, Roma e Napoli
- 38 Nuclei Antisofisticazioni e Sanità (NAS), organi esecutivi comandati da ufficiali subalterni o ispettori, ma posti alle dipendenze dei rispettivi comandi dei gruppi TS, con competenza regionale o interprovinciale, dislocati nei seguenti luoghi:
  - Milano, Alessandria, Aosta, Brescia, Cremona, Genova, Padova, Torino, Trento, Treviso, Udine (gerarchicamente dipendenti dal Gruppo T.S. di Milano)
  - Roma, Ancona, Bologna, Cagliari, Firenze, Latina, Livorno, Parma, Perugia, Pescara, Sassari e Viterbo (gerarchicamente dipendenti dal Gruppo T.S. di Roma)
  - Napoli, Bari, Campobasso, Catania, Catanzaro, Cosenza, Reggio Calabria, Palermo, Potenza, Caserta, Ragusa, Salerno, Taranto, Lecce e Foggia (gerarchicamente dipendenti dal Gruppo T.S. di Napoli)

Il Comando Carabinieri per la Tutela della Salute ha dipendenza:
- funzionale, per l'impiego, dal Ministero della Salute
- gerarchica, negli ambiti ordinamento, addestramento e disciplina, dalla Divisione Unità Specializzate Carabinieri

## Attività e competenze
In particolare i settori merceologici su cui hanno competenza sono:
1. acque e bibite
2. carni ed allevamenti
3. conserve alimentari
4. cibi destinati ad alimentazioni particolari
5. farine, pane e pasta
6. latte e derivati
7. oli e grassi
8. prodotti ittici
9. salumi ed insaccati
10. vini ed alcolici
11. zuccheri e sofisticanti
12. ristorazione
13. prodotti fitosanitari
14. mangimi e prodotti zootecnici
15. farmaceutici e sanità
16. stupefacenti e comunità terapeutica

I NAS hanno il potere di intervento in tutti i luoghi dove si producono, si somministrano, si depositano o si vendono prodotti destinati all'alimentazione. Possono entrare in tutti i luoghi in cui vengono prodotti, o si suppone che lo siano, tali sostanze in tutte le ore del giorno o della notte. Le indagini nel settore delle sofisticazioni alimentari, data la peculiarità degli illeciti che si perseguono, sono condotte con criteri operativi che differiscono sostanzialmente dalle normali tecniche di polizia giudiziaria.
Queste differenze derivano dalla delicatezza dei settori di azione e dalle possibilità offerte dalle odierne tecnologie dell'industria alimentare e farmaceutica nel realizzare frodi sempre più sottili e insidiose.
Fra le modalità di lavoro che caratterizza il NAS vi sono le ispezioni fatte in uno o più settori di intervento su tutto il territorio nazionale quali ospedali, case di cura private e strutture ricettive per anziani, verifiche in materia di legittimo esercizio delle professioni sanitarie e relative arti ausiliarie, ispezioni presso industrie farmaceutiche.
Fra gli altri compiti vi è anche il contrasto al traffico ed alla distribuzione illegale di medicinali e loro contraffazione, ed il controllo sull'uso illegale di anabolizzanti e altre sostanze farmacologicamente attive negli allevamenti di animali, nonché il contrasto al commercio illegale di prodotti di provenienza extra-comunitaria, pericolosi per la salute dei consumatori, in quanto realizzati e posti in vendita senza il rispetto dei requisiti di legge.

## Onorificenze
Al Comando Carabinieri per la Tutela della Salute
Alla bandiera dell'Arma dei Carabinieri
Al Nucleo Carabinieri Antisofisticazioni e Sanità di Pescara